# Mâncio Lima
Mâncio Lima is een gemeente in de Braziliaanse deelstaat Acre. De gemeente telt 14.774 inwoners (schatting 2009).

## Aangrenzende gemeenten
De gemeente grenst aan Cruzeiro do Sul, Rodrigues Alves, Atalaia do Norte (AM) en Guajará (AM).

### Landsgrens
En met als landsgrens aan het district Callería in de provincie Coronel Portillo in de regio Ucayali en aan de provincie Requena in de regio Loreto met het buurland Peru.